# У тіні жінок
«У тіні жінок» (фр. L'Ombre des femmes) — французько-швейцарський фільм-драма 2015 року, поставлений режисером Філіпом Гаррелем. Прем'єрний показ стрічки відбувся в рамках Двотижневика режисерів на 68-му Каннському кінофестивалі.

## Сюжет
У центрі сюжету взаємовідносини П'єра і Манон, пари документалістів, що знімають малобюджетні фільми. Їх стосунки дають тріщину, коли П'єр заводить роман з молодою асистенткою Елізабет, і з'ясовує, що у Манон також є коханець. П'єр відчуває себе зрадженим і кидає свою коханку, повертаючись до Манон, яку він по-справжньому кохає.

## У ролях
| Клотильда Куро   | ···· | Манон          |
| Станіслас Мерхар | ···· | П'єр           |
| Лєна Паугам      | ···· | Елізабет       |
| Вімала Понс      | ···· | Ліза           |
| Антонієтта Мойя  | ···· | мати Манон     |
| Жан Помм'є       | ···· | Анрі           |
| Тереза Квентін   | ···· | дівчина Анрі   |
| Мунір Маргум     | ···· | коханець Манон |

## Визнання
| Нагороди та номінації фільму «У тілі жінок» | Нагороди та номінації фільму «У тілі жінок» | Нагороди та номінації фільму «У тілі жінок» | Нагороди та номінації фільму «У тілі жінок» | Нагороди та номінації фільму «У тілі жінок» | Нагороди та номінації фільму «У тілі жінок» |
| Рік                                         | Кінофестиваль/кінопремія                    | Категорія/нагорода                          | Номінант                                    | Результат                                   |                                             |
| ------------------------------------------- | ------------------------------------------- | ------------------------------------------- | ------------------------------------------- | ------------------------------------------- | ------------------------------------------- |
| 2015                                        | Європейський кінофестиваль в Севільї        | Найкраща акторка                            | Клотильда Куро                              | Перемога                                    |                                             |
| 2016                                        | Премія «Люм'єр» 2016                        | Найкращий режисер                           | Філіп Гаррель                               | Номінація                                   |                                             |
| 2016                                        | Премія «Люм'єр» 2016                        | Найкраща акторка                            | Клотильда Куро                              | Номінація                                   |                                             |